# Герб Родинського
Герб Родинського — офіційний символ міста Родинське. Затверджений 2015 року рішенням Родинської міської ради. Автор — Віталій Лутфулович Шайгарданов.

## Опис
Герб виконаний на французькому щиті, який є основою російської геральдичної системи. Фон Герба з двох смуг бірюзово-блакитного і чорного кольорів.
Верхня частина блакитного кольору (складає ¾ фону) символізує мирне безхмарне небо, чистоту і юний вік міста.
Нижня частина — чорного кольору (1/4 фону) втілює землю-годувальницю, її корисні копалини.
У центрі герба знаходиться Емблема шахтарської праці — схрещені молотки золотого кольору, рукоятки яких утворюють силуетне зображення 3 териконів містоутворюючих шахт «Запорізька», «Краснолиманська» і «Родинська», завдяки будівництву яких у 1950 році отримало свою назву робітниче селище Родинське.
Дата заснування міста підтверджується блоком цифр золотистого кольору, розташованого в нижній частині герба у вигляді першого каменя, закладеного в основу — фундамент міста.
Вінчає шахтарську Емблему восьмипроменева зірка білого кольору — символ віри та надії у краще майбутнє міста Родинське.

## Історія

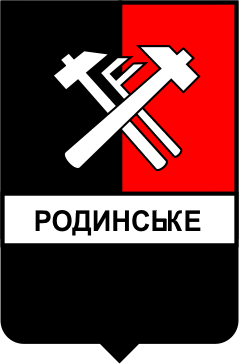
Сувенірний значок з емблемою міста Родинське

Геральдистом-ентузіастом С.А.Акатовим випускався сувенірний значок з емблемою міста Родинське. Мабуть, цей варіант емблеми не використовувався і не затверджувався офіційно.